# IC 1482
IC 1482 ist eine elliptische Galaxie vom Hubble-Typ E im Sternbild Fische auf der Ekliptik. Sie ist schätzungsweise 402 Millionen Lichtjahre von der Milchstraße entfernt und hat einen Durchmesser von etwa 70.000 Lichtjahren.
Im selben Himmelsareal befinden sich u. a. die Galaxien NGC 7629 und NGC 7642.
Entdeckt wurde das Objekt am 5. November 1891 von Stéphane Javelle.